# Rosières-près-Troyes
Rosières-près-Troyes is een gemeente in het Franse departement Aube in de regio Grand Est. De gemeente telde 4.866 inwoners op 1 januari 2022. De plaats maakt deel uit van het arrondissement Troyes.

## Geschiedenis
De plaats is ontstaan rond het middeleeuwse Kasteel van Rosières. De naam Rosières duidt op een moerassig gebied. Het dorp Rosières werd pas voor het eerst vernoemd in 1520. In 1795 werd de gemeente Rosières opgericht, bestaande uit de dorpen Rosières en Viélaines. In 1919 werd de naam van de gemeente gewijzigd in Rosières-près-Troyes.
In 1921 telde de gemeente maar 134 inwoners. Daarna groeide de bevolking snel door de uitbreiding van de stedelijke agglomeratie van Troyes.
Rosières-près-Troyes maakte deel uit van het kanton Troyes-7 totdat dit op 22 maart 2015 werd opgeheven en de gemeente werd opgenomen in het op die dag gevormde kanton Saint-André-les-Vergers.

## Geografie
De oppervlakte van Rosières-près-Troyes bedroeg op 1 januari 2022 6,23 vierkante kilometer; de bevolkingsdichtheid was toen 781,1 inwoners per km². De gemeente ligt in de vlakte van Troyes en wordt doorsneden door de vallei van de Triffoire, een riviertje dat uitmondt in de Seine.
De onderstaande kaart toont de ligging van Rosières-près-Troyes met de belangrijkste infrastructuur en aangrenzende gemeenten.

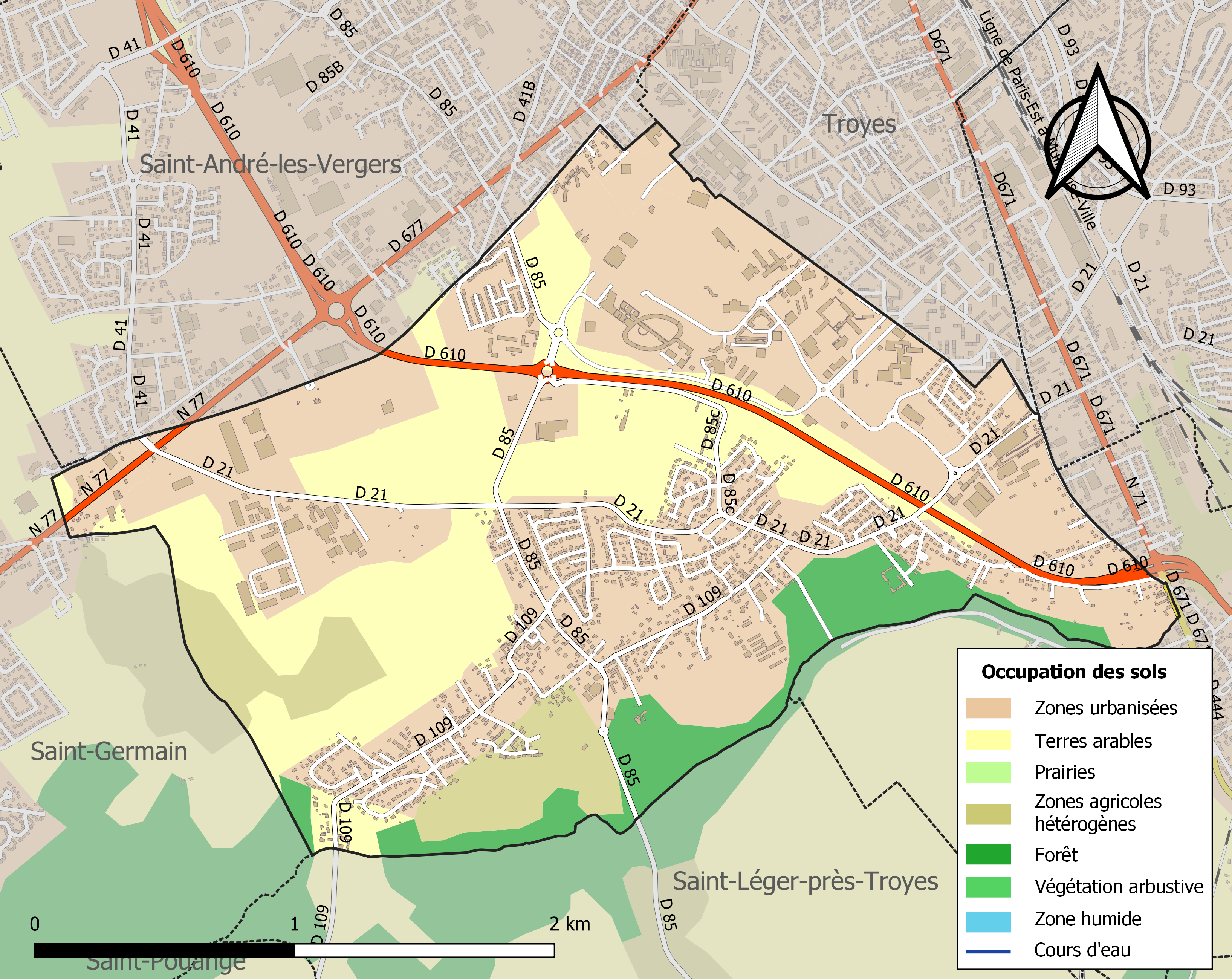

## Demografie
Onderstaande figuur toont het verloop van het inwonertal (bron: INSEE-tellingen).

Vanwege een beveiligingsprobleem met de MediaWiki Graph-software is het momenteel niet mogelijk deze grafiek weer te geven. Zodra de software is bijgewerkt zal de grafiek vanzelf weer zichtbaar worden.